# Bathybela papyracea
Bathybela papyracea é uma espécie de gastrópode do gênero Bathybela, pertencente a família Raphitomidae.